# Муромське повстання
Муромське повстання — антибільшовицьке повстання в Муромі 8-10 липня 1918 року, організоване «Союзом захисту Батьківщини і Свободи». Повсталі під натиском більшовиків й підбурюваного ними населення були змушені лісами перейти до Казані, де вступили в Народну армію КОМУЧа і продовжили боротьбу з більшовиками.

## Підготовка повстання
Більшовицький Жовтневий переворот у Муромі не був прийнятий місцевою буржуазією, інтелігенцією та офіцерством. Вони закликали до повалення радянської влади, відновлення влади Установчих зборів і розправи з червоноармійцями, комуністами і радянськими працівниками, вели підготовку до збройного виступу у Муромі.
Навесні 1918 року у громадському клубі Мурома проходили збори колишніх офіцерів і буржуазії. У червні 1918 року в Муромі вже існувала антибільшовицька організація, що готувала виступ на 6 — 7 червня, який був зірваний радянською владою.

## Повстання
Окський бульвар Мурома став збірним пунктом антибільшовиків. Радянська влада більшовиків була скинута збройним виступом у ніч з 8 на 9 липня 1918 року.
У 22-23 години 8 липня повсталі напали на вартову роту й захопили зброю. Одночасно були захоплені Муромський повітовий військовий комісаріат, Муромська вища військова рада й Муромська Рада, й до кінця ночі місто Муром було повністю взято під владу демократів. Керівниками виступу були полковник М. П. Сахаров і військовий лікар Д. С. Григор'єв.
9 липня 1918 року по місту були розклеєні відозви «Союзу захисту Батьківщини і Свободи» про повалення радянської влади, а також наказ Миколи Сахарова, начальника Східного загону Північної Добровольчої армії, про явку для реєстрації офіцерів у штаб. Штаб направив війська: 1-й загін, під начальством офіцера Гольберга — на станцію Селіваново; 2-й загін, на чолі з офіцером Пестряковим — на станцію Клімове (обидва загони повинні були зіпсувати залізничне полотно), 3-й загін — на станцію Навашино, для вгамування муромських робітників підбурюваних більшовиками.
Більшовицьким агітаторам вдалося утримати робітників залізничних майстерень і заводів у Навашино, Виксі й Коврові та інших навколишніх сіл на збройну протидію вільній владі Мурома.
До ранку 10 липня більшовики вибили повсталих з міста, що втекли з міста захопивши 700 000 рублів з каси Муромської Ради, Муромського повітового військового комісаріату та деяких інших установ. Влада більшовиків в Муромі була відновлена.
Увечері 10 липня загін червоногвардійців і робітників під начальством Єрликіна нагнав повсталих біля станції Доміки, розбив і прогнав їх далі.
У ніч на 11 липня залишки повсталих були знову наздогнані червоними у Ново-Дмитрівського, вщент розбиті і відступили повз Викси до Ардатова.
Пізніше на допиті в СРСР організатор Союзу захисту Батьківщини і Свободи Борис Савінков говорив про Муромське повстання: «Про муромське повстанні я знав те, що мені доповів Григор'єв, убитий під час повстання проти Колчака. Григор'єв взяв Муром, у нього було дуже мало сил, щось людей з 40 або 50, протримався там один день і пішов у напрямку Казані».
Через 2 тижні, вночі в Муромі в підвалі будинку купців Шведових-Каратигіних (там розташовувалася Муромська революційна рада) О. І. Єрликіним й О. Кириловим були розстріляні 12 захоплених білогвардійців, серед яких були О. О.. Леман і Б. О. Способін. [Архівовано 25 серпня 2011 у WebCite]